# Cosint la vela
Cosint la vela és una pintura de Joaquim Sorolla i Bastida. És una de les obres valencianes del pintor, i que pertany al costumisme mariner.

## Influències
Gonzalo Salvá Simbor fou el seu mestre en els seus anys de formació i d'ell hereta el gust per la pintura a l'aire lliure i de petit format, que aquest alhora va adquirir de l'escola de Barbizon. D'altra banda, Ignacio Pinazo li inculca el gust per les escenes costumistes valencianes. Els seus viatges a París i les seves visites als Salons el van 
posar en contacte amb la pintura parisenca però també internacional. Encara que al principi no es va mostrar favorable a l'impressionisme, en concret, cap a les pinzellades separades i de petita mida, 3 de mica en mica va incloure a les seves obres modes impressionistes d'utilitzar el color. L'obra de Marià Fortuny també va influir en Sorolla, en relació amb el detallisme i el plantejament lluminós.

## Anàlisi de l'obra
L'obra s'insereix en la trajectòria del costumisme valencià, el pioner del qual a la segona meitat del segle xix va ser Bernardo Ferrándiz. L'assumpte està tractat de forma anecdòtica, versemblança de el llum naturalista, i detallisme minuciós. És una obra molt original pel que fa a composició, la vela ocupa la major part del llenç i la seva blancor es fon amb el verd de l'exuberant naturalesa. El llum es filtra a través de les fulles i flors, gran poder magnètic del llum. Pinzellada llarga i vigorosa. Diverses joves, un home amb un barret de palla, una dona asseguda al fons i un ancià que examina el treball, cusen la vela perquè tot estigui a punt per als mariners.
El públic al principi no va acceptar aquest quadre, ja que suposava un gran atreviment que el protagonista de l'obra fos la vela. El tema tractat no té una gran transcendència, simplement reflecteix la feina d'una gent humil a una platja llevantina. Tanmateix, en una anàlisi més profunda es pot observar que l'acció de cosir la vela és una excusa que el serveix a Sorolla per demostrar el seu mestratge en la representació dels efectes lluminosos i de colors.